# Dianthus leucophoeniceus
Dianthus leucophoeniceus là loài thực vật có hoa thuộc họ Cẩm chướng. Loài này được Dörfl. & Hayek mô tả khoa học đầu tiên năm 1921.